# Svenska marathonsällskapet
Svenska Marathonsällskapet är en svensk intresseförening för maraton som grundades 1952.
Syfte med sällskapet är att
- skapa ett ökat intresse för maratonlöpning i Sverige
- genom sin tidning sprida information om maratonlöpningens utveckling
- aktivt verka för att få fram svenska maratonlöpare av internationell klass
- utdela prestationsnålar till medlemmar som klarat stipulerade tider
- utdela utmärkelser till medlemmar som fullföljt ett antal maratonlopp
- utdela förtjänstutmärkelser till föreningar och personer som har gjort gagnande insatser för svensk maratonlöpning

Sällskapet ger sedan 1968 ut tidningen Marathonlöparen som årligen kommer ut med 5 nummer. Sällskapet är öppet för alla.
Vintermaraton arrangeras årligen på uppdrag av Svenska Marathonsällskapet av en av sällskapets utsedd förening.